# District de Lương Sơn
Lương Sơn est un district de la province de Hòa Bình dans la région du Nord-ouest au Viet Nam .

## Géographie
Le district de Lương Sơn a une superficie de 375 km2. 
La capitale du district est Lương Sơn.